# Староверово-Васильевка
Старове́рово-Васи́льевка — деревня в Северном районе Оренбургской области, входит в состав Новодомосейкинского сельсовета.

## География
Деревня расположена на расстоянии примерно 42 км (по прямой) на северо-восток от районного центра села Северное.

## Население
| 2010 |
| ---- |
| 78   |

Постоянное население составляло 108 человек в 2002 году (русские 88 %), 78 человек по переписи 2010 года.

## Улицы
В деревне имеется одна улица: Московская. 